# Laura Brown
Laura Brown (Calgary, 27 novembre 1986) è un'ex pistard e ciclista su strada canadese, medaglia di bronzo nell'inseguimento a squadre ai Giochi olimpici di Rio de Janeiro 2016.

## Palmarès

### Olimpiadi
- 1 medaglia:
  - 1 bronzo (Rio de Janeiro 2016 nell'inseguimento a squadre)

### Mondiali
- 2 medaglie:
  - 1 argento (Cali 2014 nell'inseguimento a squadre)
  - 1 bronzo (Minsk 2013 nell'inseguimento a squadre)

### Giochi panamericani
- 3 medaglie:
  - 2 ori (Guadalajara 2011 nell'inseguimento a squadre; Toronto 2015 nell'inseguimento a squadre)
  - 1 bronzo (Guadalajara 2011 nella cronometro su strada)